# Bovijoppa similis
Bovijoppa similis là một loài tò vò trong họ Ichneumonidae.